# Graubrauner Mohrenfalter

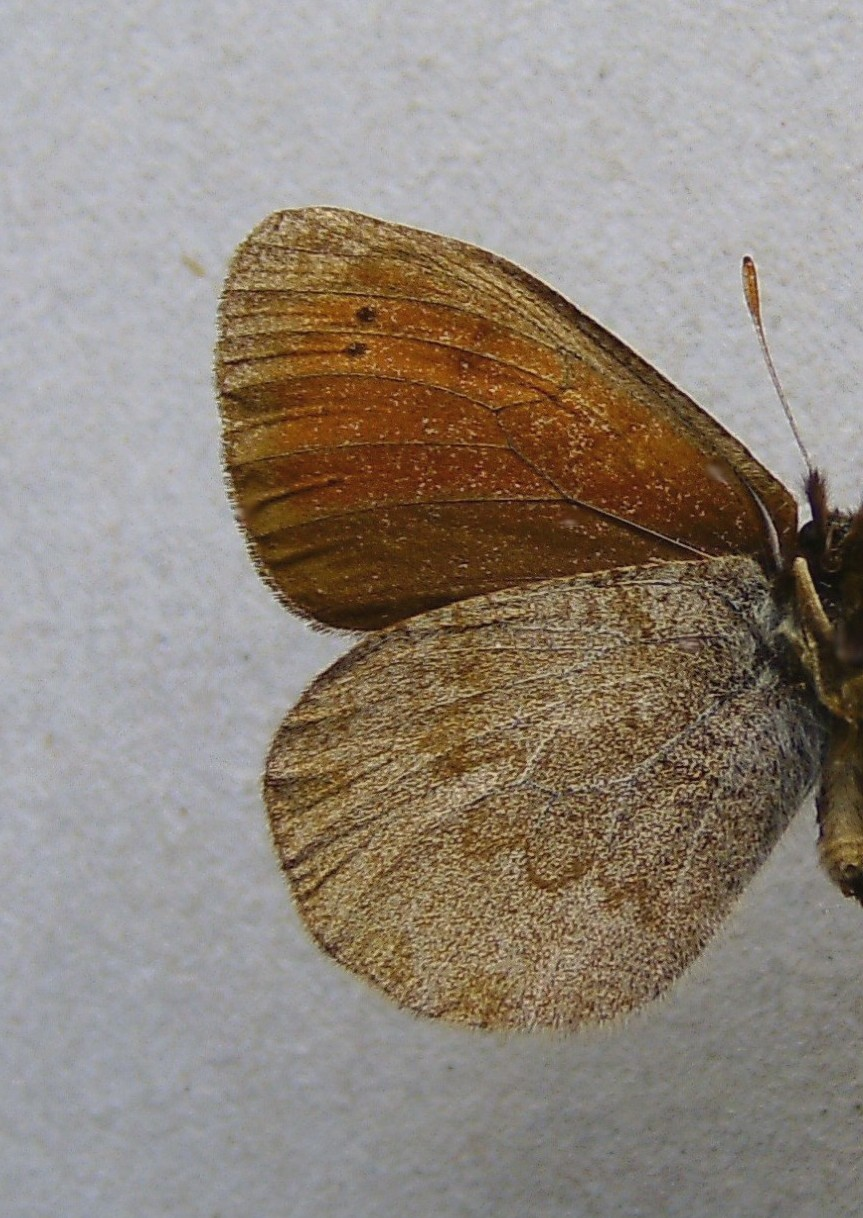
Unterseite des Graubraunen Mohrenfalters

Der Graubraune Mohrenfalter (Erebia pandrose)  ist ein Schmetterling (Tagfalter) aus der Familie der Edelfalter (Nymphalidae).

## Merkmale

### Falter
Die Vorderflügel der Falter, die eine Flügelspannweite von etwa 30 bis 38 Millimetern besitzen, sind von dunkelbrauner Farbe und zeigen eine rotbraune Binde in der Postdiskalregion. Diese ist durch heller gefärbte Adern leicht segmentiert und zeigt meist vier Augenflecke. An der Innenseite ist die Binde durch eine deutliche Diskallinie begrenzt. Die Hinterflügelunterseite ist blass silbergrau bis dunkelgrau gefärbt. Aufgrund des eigentümlichen Flugverhaltens sind die Falter gut erkennbar, da sie beim Fliegen die Vorderflügel nahezu bewegungslos steil in die Höhe halten, wodurch die für die Fortbewegung verantwortlichen, schlagenden Hinterflügel mit den grauen Farbtönen der Unterseite eine optisch dominierende Rolle spielen und eine auffällige, hüpfende Bewegungslinie entsteht. Dieses seltsame Flugbild zeigt auch der Spiegelfleck-Dickkopffalter (Heteropterus morpheus).

### Raupe, Puppe
Die Raupen sind grün gefärbt, mit feinen Borsten ausgestattet,  haben eine schwarze Rückenlinie sowie aus schwarzen Strichen gebildete Seitenstreifen und rotbraune Analspitzen. Die Puppe hat eine grünliche Grundfarbe und zeigt zwei schwarze Striche am Kopfteil und einen schmutzig gelbbraunen Hinterleib.

### Ähnliche Arten
Bei der ähnlichen Art Erebia sthennyo befinden sich die Augenflecke näher am Flügelrand und die Diskallinie ist oftmals fehlend. Außerdem kommt die Art nur in einigen Gebieten der Pyrenäen vor, die sich nicht mit pandrose überlappen.

## Synonyme
- Erebia lappona

## Verbreitung und Lebensraum
Das Hauptverbreitungsgebiet des Graubraunen Mohrenfalters erstreckt sich von arktischen Bereichen Nordeuropas, den Pyrenäen, den Alpen, dem Apennin, den Karpaten den Halbinseln Kola und Kanin, Teilen des Ural sowie des Altai- und Sajangebirges bis zur Mongolei.   Die Art ist vorzugsweise auf kurzgrasigen Bergwiesen zu finden. In den Alpen ist sie zwischen 1600 und 3000 Metern anzutreffen.

## Lebensweise
Die Falter fliegen in einer Generation von Juni bis August. Der Entwicklungszyklus dauert zwei Jahre.  Die Raupen ernähren sich vorzugsweise von Schwingelarten (Festuca) sowie Rispengräsern (Poa) und Blaugräsern (Sesleria).

## Gefährdung
In Deutschland kommt die Art nur an einigen Stellen der bayerischen Alpen vor und wird auf der  Roten Liste gefährdeter Arten in Kategorie R (Art mit geographischer Restriktion) geführt. An sehr lokalen Plätzen kann sie aber zahlreich erscheinen.